# Lidziya Hrafeyeva
Lidziya Hrafeyeva (14 de diciembre de 1985) es una deportista bielorrusa que compite en biatlón adaptado. Ganó dos medallas de bronce en los Juegos Paralímpicos de Pyeongchang 2018.

## Palmarés internacional
| Juegos Paralímpicos | Juegos Paralímpicos         | Juegos Paralímpicos | Juegos Paralímpicos |
| Año                 | Lugar                       | Medalla             | Prueba              |
| ------------------- | --------------------------- | ------------------- | ------------------- |
| 2018                | Pyeongchang (Corea del Sur) | Medalla de bronce   | 6 km sentado        |
| 2018                | Pyeongchang (Corea del Sur) | Medalla de bronce   | 12,5 km sentado     |